# Franco Pauw

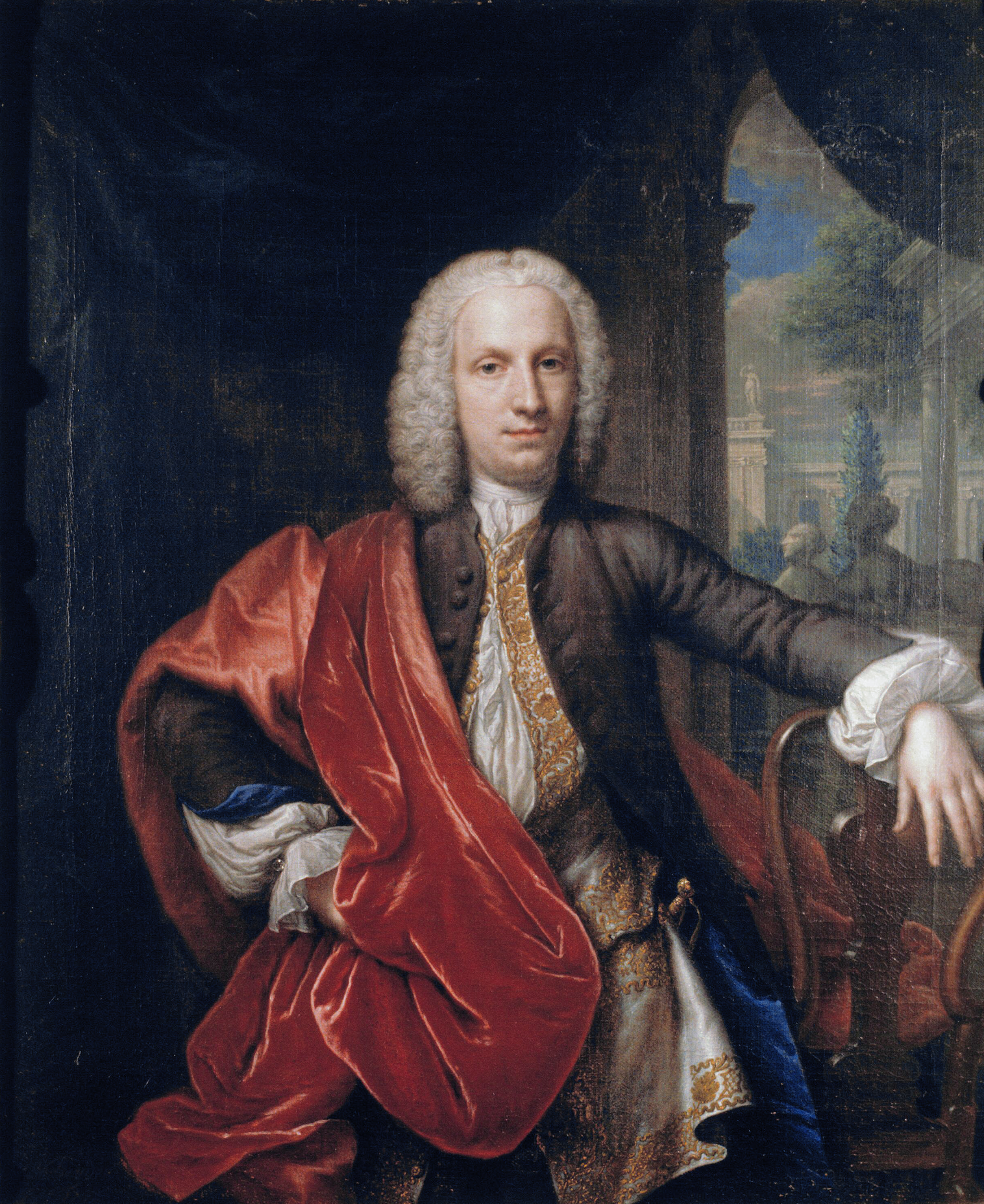
Franco Pauw (1714–1776) (Mattheus Verheyden, 1743)

Franco Pauw (* 20. Juni 1714 in Delft; † 15. Juli 1776 ebenda) war ein holländischer Lokalpolitiker. Er entstammte dem ursprünglich aus Gouda entstammenden Adels- und Patriziergeschlecht der Pauw.
Er wurde als Sohn des Magister Maarten Pauw, Hauptschout der Stadt Delft, und dessen zweiter Ehefrau Maria Louisa Cau geboren. Franco Pauw studierte zwischen den Jahren 1732 und 1736 Rechte an der Universität Leiden. Seine Promotion widmete er seinen Verwandten Nicolaus und Adolph Cau, Cornelis van Aerssen van Hoogerheide, Freiherr von Hoogerheide und in Ossendrecht, Adrianus van Vredenburch, Johannes Hop und Cornelis van den Broek.
Seine ersten Ämter hatte er als 40er-Rat von Delft (1746) und als Schepen (1753) inne. Im Jahre 1761 wurde Pauw zum Hoogheemraad (höchster Rang in der Deichverwaltung) des Delflandes 1761 und im Jahre 1762 zum Ratsmitglied in der Admiralität von Rotterdam berufen. Im Jahre 1766 erfolgte seine Berufung zum Bürgermeister Delfts. 1770 wurde er Mitglied in den Gecommitteerde raden von Holland, und im selben Jahre zu einem der Leiter über die Niederländische Ostindien-Kompanie (kurz: VOC) bestellt.
Verheiratet war er mit Antoinette Coenradine des heiligen römischen Reiches Gräfin van Heemskerck (1725–1775), einer Tochter des Reichsgrafen Jan Hendrik von Heemskerck und der Anna Petronella van Schuylenburch. Diese Ehe blieb kinderlos.
Bildnisse des Ehepaares, erschaffen durch Matheus Verheyden (1743) sowie durch unbekannte Künstler befinden sich im Besitz der Pauw van Wieldrecht. Ein weiteres Gemälde von Pauw befindet sich im Archiv zu Haarlem.

## Quelle
- Nieuw Nederlandsch biografisch woordenboek. Deel 9

| Personendaten    | Personendaten                |
| ---------------- | ---------------------------- |
| NAME             | Pauw, Franco                 |
| KURZBESCHREIBUNG | holländischer Lokalpolitiker |
| GEBURTSDATUM     | 20. Juni 1714                |
| GEBURTSORT       | Delft                        |
| STERBEDATUM      | 15. Juli 1776                |
| STERBEORT        | Delft                        |